# Георгі Славков
Георгі Славков (болг. Георги Славков; 11 квітня 1958, Мусомишта, Болгарія — 21 січня 2014, Пловдив) — болгарський футболіст, що грав на позиції півзахисника, нападника. Виступав за національну збірну Болгарії.
Дворазовий чемпіон Болгарії. Триразовий володар кубка Болгарії.

## Клубна кар'єра
У дорослому футболі дебютував 1976 року виступами за команду клубу «Тракла» (Пловдив), в якій провів три сезони.
Згодом з 1979 по 1982 рік грав у складі команд клубів ЦСКА (Софія) та «Тракла» (Пловдив). 1981 року став найкращим бомбардиром чемпіонату Болгарії, а також отримав Золотий бутс як найкращий бомбардир найвищих дивізіонів національних футбольних чемпіонатів країн зони УЄФА.
Своєю грою за останню команду знову привернув увагу представників тренерського штабу клубу ЦСКА (Софія), до складу якого повернувся 1982 року. Цього разу відіграв за армійців з Софії наступні чотири сезони своєї ігрової кар'єри. Більшість часу, проведеного у складі софійського ЦСКА, був основним гравцем команди. У складі софійського ЦСКА був одним з головних бомбардирів команди.
Протягом 1986—1993 років захищав кольори клубів «Сент-Етьєн» та «Шавіш».
Завершив професійну ігрову кар'єру у клубі «Ботев» (Пловдив), за команду якого виступав протягом 1993—1993 років.

## Виступи за збірну
1978 року дебютував в офіційних матчах у складі національної збірної Болгарії. Протягом кар'єри у національній команді, яка тривала сім років, провів у формі головної команди країни 33 матчі, забивши 11 голів.

## Досягнення

### Командні
- Чемпіон Болгарії:

ЦСКА (Софія): 1979—1980; 1982—1983
- Володар Кубка Болгарії:

«Тракла» (Пловдив): 1980—1981
ЦСКА (Софія): 1982—1983; 1984—1985

### Особисті
- Найкращий бомбардир чемпіонату Болгарії

1980—1981 (31 гол)
- Золотий бутс

1981 (31 гол)